# Пидна
Пидна (на гръцки: Πύδνα, Κάστρο Κίτρους) e античен и средновековен укрепен град в македонската област Пиерия, Гърция. В средновековието градът е известен като Китрос (Κίτρος). Пидна е място на една от най-важните битки в гръцката история, в която последният македонски цар Персей е победен от консула Луций Емилий Павел Македоник през 168 г. пр. Хр. Това поражение бележи окончателното подчинение на Гърция от римляните.

## География
Пидна се намира в плодородната област северно от низината на Пиерия, на западния бряг на Солунския залив. Западно от града минава пътят от Солун за Лариса.

## История
Не е известно кога е основан градът, но е сигурно, че това е станало преди класическата епоха. Първото име на града е Кидна (Κύδνα). Преименуването на Пидна в Китрос става през римската епоха. Страбон е първият, който споменава името Citrum. Епископ Партений Китроски погрешно смята, че името се дължи на цитрусовите плодове. Най-вероятната версия е, че Китрос е получил името си от името на римски командир на района.

### Античност
През Античността Пидна има голямо значение като най-важен пристанищен град на Пиерия. Градът остава под македонска власт - с кратки прекъсвания - от VIII век до римското завоевание в 148 година пр. Хр. Той продължава да бъде важен град през и римския и през византийския период, когато е една от четирите крепости и градски центрове на Пиерия заедно с Платамонас, Петра и Колиндрос.
Пидна има добро местоположение от търговска гледна точка и това допринася за нейния растеж. Същевременно е на пътя към Южна Гърция и няма много природни защитни предимства, което прави града многократна жертва на различни нападатели, нахлуващи от Северните Балкани. През 396 г. сл. Хр Пидна е разграбен от вестготите на Аларих I. Няколко десетилетия по-късно, през 447 година, хуните на Атила му нанасят ново опустошение. Следват остготи, авари, славяни и по-късно сарацини, българи, нормани.

### Средновековие
В VI или VII е създадена Китроската епископия, която първоначално е подчинена както и останалата част на Гърция на Рим, но по време на иконоборството попада под властта на Константинополската патриаршия.
През X век Китрос административно принадлежи към темата Солун и епископията попада под управлението на Солунската митрополия. Император Василий II Българоубиец завзема Китрос и създава Китроския капетанат, който съществува до началото на латинското владичество.
След превземането на Константинопол в 1204 година от кръстоносците от Четвъртия кръстоносен поход, Пидна попада под юрисдикцията на Жофроа дьо Вилардуен, маршал на новосъздаденото Солунско кралство. Той го предоставя като владение на лангобардския рицар Вирих фон Даум. По това време в града е изградена католическа църква с латински епископ, която се поддържа до завладяването от османските турци през 1423 година, въпреки че междувременно периодично се завръщат и православни епископи. Франките, завладявайки Китрос, поправят крепостта и подсилват стените и отбранителните съоръжения, построени от византийците бяха построили там, като построяват и голяма кула. Не може да се твърди със сигурност, че кръстоносците са изгорили църквата, съществувала в района на замъка, която може да е била унищожена от предишни атаки на други нападатели. Смята се за сигурно обаче, че върху руините на храма кръстоносците построяват голяма правоъгълна кула. През 1222 година, когато Солунското кралство е унищожено от епирския деспот Теодор Комнин, Китрос, подобно на Платамон, подава под властта на Епирското деспотство.
В 1309 година наемници на Каталонската компания разграбват града по пътя си към Южна Гърция.
Китрос пострадва и в края на XIV век при Византийската гражданска война и става мишена на съперничещите страни и техните турски съюзници. Градът пада в ръцете на османците по време на превземането на Солун, тоест около 1430 година.
В 1984 година крепостта, венецианската кула и Китроската катедрала са обявени за паметник на културата.

## Описание
Руините в Пидна, заедно със западната порта на крепостта, основите на хан, баня и малка еднокорабна базилика, са разкрити в периода 1983-1992 година при разкопки на Ефорията за византийски старини в Солун. Открити са голям брой раннохристиянски мраморни елементи и скулптури с изключително качество от X и XI век. Също така са открити мраморни конзоли на франкската кула, фрагменти от византийски вази, монети, парчета мраморни инкрустации и стенописи, които подчертават първостепенното положение на Пидна и през византийския период.
Вътре в замъка са открити части от две раннохристиянски базилики от IV и VI век, като втората е опожарена при превземането на крепостта от българския цар Симеон I между 913 и 924 година. На нейно място в края на X век е изградена великолепна базилика от преходен тип с купол и парапет, с размери 23,20 X 16,60 m, която е украсена с мозайки, фрески и забележителни скулптури и е епископската катедрала на Китрос.
Вътре във франкската кула е намерена каменна конструкция с въглени, от което се заключава, е използвана като фар за навигация на корабите, плуващи през Солунския залив и комуникация с отсрещния бряг на Халкидика. В олтарното пространство на средновизантийската църква е открит франкски кладенец, приблизително там, където е бил олтарът.
По време на османската власт много материали от стария град са използвани за зидането на по-нови сгради.